# Football Club Féminin Juvisy Essonne 2016-2017
Questa voce raccoglie le informazioni riguardanti la squadra femminile del Football Club Féminin Juvisy Essonne nelle competizioni ufficiali della stagione 2016-2017.

## Divise e sponsor
| Casa | Trasferta |

## Organigramma societario
Area tecnica
- Allenatore: Emmanuel Beauchet
- Vice allenatore:
- Preparatore dei portieri:
- Medico sociale:
- Fisioterapisti:

## Rosa
Rosa e numeri come da sito ufficiale, aggiornati al 25 settembre 2016.
| N. |                        | Ruolo | Calciatrice               |
| -- | ---------------------- | ----- | ------------------------- |
| 1  | Francia (bandiera)     | P     | Céline Deville            |
| 4  | Francia (bandiera)     | D     | Aïssatou Tounkara         |
| 5  | Stati Uniti (bandiera) | A     | Tatiana Coleman           |
| 7  | Francia (bandiera)     | A     | Marina Makanza            |
| 8  | Francia (bandiera)     | C     | Inès Jaurena              |
| 10 | Francia (bandiera)     | C     | Annaïg Butel              |
| 11 | Francia (bandiera)     | A     | Clara Matéo               |
| 12 | Francia (bandiera)     | C     | Elise Legrout             |
| 14 | Francia (bandiera)     | A     | Kadidiatou Diani          |
| 15 | Francia (bandiera)     | D     | Léna Jouan                |
| 16 | Francia (bandiera)     | P     | Karima Benameur           |
| 17 | Francia (bandiera)     | A     | Gaëtane Thiney (capitano) |

| N. |                    | Ruolo | Calciatrice        |
| -- | ------------------ | ----- | ------------------ |
| 18 | Francia (bandiera) | C     | Charlotte Bilbault |
| 19 | Francia (bandiera) | D     | Théa Greboval      |
| 22 | Francia (bandiera) | D     | Estelle Cascarino  |
| 23 | Francia (bandiera) | D     | Sandrine Dusang    |
| 26 | Francia (bandiera) | D     | Léa Declercq       |
| 27 | Francia (bandiera) | D     | Julie Soyer        |
| 28 | Francia (bandiera) | A     | Camille Catala     |
| 29 | Francia (bandiera) | C     | Sophie Vaysse      |
| 33 | Francia (bandiera) | D     | Elisa De Almeida   |
| 40 | Francia (bandiera) | P     | Solène Froger      |
|    | Francia (bandiera) | C     | Amira Ould Braham  |
|    | Francia (bandiera) | A     | Catherine Karadjov |

## Calciomercato

### Sessione estiva
| Acquisti | Acquisti          | Acquisti            | Acquisti   |
| R.       | Nome              | da                  | Modalità   |
| -------- | ----------------- | ------------------- | ---------- |
| D        | Estelle Cascarino | Olympique Lione     | definitivo |
| C        | Léa Declercq      | Paris Saint-Germain | definitivo |
| C        | Clara Matéo       | La Roche-sur-Yon    | definitivo |
| A        | Marina Makanza    | Nîmes               | definitivo |

| Cessioni | Cessioni      | Cessioni            | Cessioni   |
| R.       | Nome          | a                   | Modalità   |
| -------- | ------------- | ------------------- | ---------- |
| C        | Janice Cayman | N. Carolina Courage | definitivo |

## Risultati

### Division 1

#### Girone di andata
| Arbitro: | Maubacq |

|                |           |  |
| Oparanozie 73’ | Marcatori |  |

| Arbitro: | Loidon |

|                                                             |           |  |
| Diani 12’ Thiney 14’ (rig.), 45’ Coleman 16’, 53’ Butel 80’ | Marcatori |  |

| Arbitro: | Coppola |

|                      |           |               |
| Catala 4’ Thiney 54’ | Marcatori | 31’ Bourgouin |

| Arbitro: | Cruchon |

|  |           |                                                                                |
|  | Marcatori | 5’, 43’, 77’, 79’ Catala 21’ Thiney 31’, 55’, 66’ Diani 73’ Butel 84’ Declercq |

| Arbitro: | Guillemin |

|             |           |                           |
| Diani 90+4’ | Marcatori | 29’ Toletti 49’ Jakobsson |

| Arbitro: | Bartnik |

|  |           |                                |
|  | Marcatori | 44’ Catala 57’ Mateo 73’ Butel |

| Arbitro: | Dallongeville |

|                           |           |  |
| Chaumette 20’ Garbino 62’ | Marcatori |  |

| Arbitro: | Guillemin |

|                                |           |             |
| Coton-Pélagie 49’ Brétigny 61’ | Marcatori | 31’ Coleman |

| Arbitro: | Maubacq |

|  |           |           |
|  | Marcatori | 22’ Abily |

| Arbitro: | Dallongeville |

|                     |           |  |
| Delie 35’, 55’, 65’ | Marcatori |  |

| Bondoufle 14 dicembre 2016, ore 14:30 CET 11ª giornata | FCF Juvisy | 0 – 0 referto | Bordeaux | Stadio Robert Bobin (298 spett.)\| Arbitro: \| Bonnin \| |
| Arbitro:                                               | Bonnin     |               |          |                                                          |

#### Girone di ritorno
| Arbitro: | Cruchon |

|                                  |           |  |
| Greboval 9’ Catala 28’ Mateo 76’ | Marcatori |  |

| Montpellier 5 febbraio 2017, ore 14:00 CET 13ª giornata | Montpellier | 0 – 0 referto | FCF Juvisy | Stadio Bernard Gasset 7 Mama Ouattara (158 spett.)\| Arbitro: \| Bonnin \| |
| Arbitro:                                                | Bonnin      |               |            |                                                                            |

| Arbitro: | Dallongeville |

|                                                              |           |                       |
| Majri 5’ Hegerberg 23’, 29’ Kumagai 52’ (rig.) Le Sommer 66’ | Marcatori | 31’ Mateo 80’ Jaurena |

| Arbitro: | Guillemin |

|            |           |                        |
| Thiney 66’ | Marcatori | 62’ Paredes 64’ Katoto |

| Arbitro: | Beyer |

|          |           |                                   |
| Pekel 9’ | Marcatori | 67’ Catala 70’ Diani 79’ Declercq |

| Arbitro: | Maubacq |

|                                   |           |  |
| Greboval 47’ Thiney 63’ Diani 82’ | Marcatori |  |

| Arbitro: | Loidon |

|             |           |             |
| Nakkach 27’ | Marcatori | 28’ Makanza |

| Arbitro: | Guillemin |

|           |           |           |
| Butel 34’ | Marcatori | 32’ Cugat |

| Arbitro: | Cruchon |

|                          |           |              |
| Thiney 20’ (rig.), 90+4’ | Marcatori | 53’ Ollivier |

| Arbitro: | Loidon |

|             |           |           |
| Laurent 75’ | Marcatori | 32’ Matéo |

| Arbitro: | Guillemin |

|                        |           |           |
| Greboval 41’ Matéo 85’ | Marcatori | 47’ Gadéa |

### Coppa di Francia
| 7 gennaio 2017, ore -:- CET Secondo turno federale                                                               | Rouen     | 0 – 9 referto                                                                  | Bordeaux |  |
| \| \| \| \| \| \| Marcatori \| 2’, 18’ Catala 7’, 75’ Diani 14’ Thiney 60’, 79’, 90’ Matéo 73’ (rig.) Makanza \| |           |                                                                                |          |  |
| |           |                                                                                |          |  |
| | Marcatori | 2’, 18’ Catala 7’, 75’ Diani 14’ Thiney 60’, 79’, 90’ Matéo 73’ (rig.) Makanza |          |  |

| Arbitro: | Bagrowski |

|             |           |                                                   |
| Coryn 90+3’ | Marcatori | 8’, 43’, 74’ Butel 18’, 90+2’ Catala 87’ Declercq |

| 19 febbraio 2017, ore 14:30 CET Ottavi di finale                                                               | La Roche-sur-Yon | 2 – 4 referto                                  | FCF Juvisy | (615 spett.) |
| \| \| \| \| \| Pasquereau 52’ Teinturier 57’ \| Marcatori \| 8’, 60’ (rig.) Thiney 83’ Catala 90+3’ Makanza \| |                  |                                                |            |              |
| |                  |                                                |            |              |
| Pasquereau 52’ Teinturier 57’                                                                                  | Marcatori        | 8’, 60’ (rig.) Thiney 83’ Catala 90+3’ Makanza |            |              |

| Arbitro: | Bonnin |

|                  |                      |          |
| E. Cascarino 81’ | Marcatori            | 8’ Delie |
|                  | Tiri di rigore 5 – 6 |          |

## Statistiche

### Statistiche di squadra
| Competizione     | Punti | In casa | In casa | In casa | In casa | In casa | In casa | In trasferta | In trasferta | In trasferta | In trasferta | In trasferta | In trasferta | Totale | Totale | Totale | Totale | Totale | Totale | DR  |
| Competizione     | Punti | G       | V       | N       | P       | Gf      | Gs      | G            | V            | N            | P            | Gf           | Gs           | G      | V      | N      | P      | Gf     | Gs     | DR  |
| ---------------- | ----- | ------- | ------- | ------- | ------- | ------- | ------- | ------------ | ------------ | ------------ | ------------ | ------------ | ------------ | ------ | ------ | ------ | ------ | ------ | ------ | --- |
| Division 1       | 32    | 11      | 6       | 2       | 3       | 21      | 9       | 11           | 3            | 3            | 5            | 21           | 16           | 22     | 9      | 5      | 8      | 42     | 25     | +17 |
| Coppa di Francia | -     | 1       | 0       | 1       | 0       | 1       | 1       | 3            | 3            | 0            | 0            | 19           | 3            | 4      | 3      | 1      | 0      | 20     | 4      | +16 |
| Totale           | -     | 12      | 6       | 3       | 3       | 22      | 10      | 14           | 6            | 3            | 5            | 40           | 19           | 26     | 12     | 6      | 8      | 62     | 29     | +33 |

### Andamento in campionato
| Giornata  | 1 | 2 | 3 | 4 | 5 | 6 | 7 | 8 | 9 | 10 | 11 | 12 | 13 | 14 | 15 | 16 | 17 | 18 | 19 | 20 | 21 | 22 |
| --------- | - | - | - | - | - | - | - | - | - | -- | -- | -- | -- | -- | -- | -- | -- | -- | -- | -- | -- | -- |
| Luogo     | T | C | C | T | C | T | T | T | C | T  | C  | C  | T  | T  | C  | T  | C  | T  | C  | C  | T  | C  |
| Risultato | P | V | V | V | P | V | P | P | P | P  | N  | V  | N  | P  | P  | V  | V  | N  | N  | V  | N  | V  |
| Posizione | 9 | 5 | 3 | 3 | 4 | 4 | 4 | 5 | 6 | 7  | 7  | 6  | 7  | 7  | 7  | 7  | 5  | 5  | 5  | 5  | 5  | 5  |

Legenda:

Luogo: C = Casa; T = Trasferta. Risultato: V = Vittoria; N = Pareggio; P = Sconfitta.

### Statistiche delle giocatrici
| Giocatore         | Division 1 | Division 1 | Division 1  | Division 1 | Coppa di Francia | Coppa di Francia | Coppa di Francia | Coppa di Francia | Totale   | Totale | Totale      | Totale     |
| Giocatore         | Presenze   | Reti       | Ammonizioni | Espulsioni | Presenze         | Reti             | Ammonizioni      | Espulsioni       | Presenze | Reti   | Ammonizioni | Espulsioni |
| ----------------- | ---------- | ---------- | ----------- | ---------- | ---------------- | ---------------- | ---------------- | ---------------- | -------- | ------ | ----------- | ---------- |
| A. Baldwin        | -          | -          | -           | -          | -                | -                | -                | -                | -        | -      | -           | -          |
| K. Benameur Taieb | 3          | -1         | 0           | 0          | 1                | -1               | 0                | 0                | 4        | -2     | 0           | 0          |
| C. Bilbault       | 15         | 0          | 3           | 0          | 3                | 0                | 1                | 0                | 18       | 0      | 4           | 0          |
| M. Bourdieu       | 1          | 0          | 1           | 0          | -                | -                | -                | -                | 1        | 0      | 1           | 0          |
| A. Butel          | 21         | 4          | 4           | 0          | 3                | 3                | 1                | 0                | 24       | 7      | 5           | 0          |
| E. Cascarino      | 15         | 0          | 2           | 0          | 1                | 1                | 0                | 0                | 16       | 1      | 2           | 0          |
| C. Catala         | 20         | 8          | 1           | 0          | 3                | 3                | 0                | 0                | 23       | 11     | 1           | 0          |
| T. Coleman        | 10         | 3          | 1           | 0          | -                | -                | -                | -                | 10       | 3      | 1           | 0          |
| E. De Almeida     | 6          | 0          | 0           | 0          | -                | -                | -                | -                | 6        | 0      | 0           | 0          |
| L. Declercq       | 15         | 2          | 1           | 0          | 3                | 1                | 0                | 0                | 18       | 3      | 1           | 0          |
| C. Deville        | 19         | -24        | 1           | 0          | 2                | -3               | 0                | 0                | 21       | -27    | 1           | 0          |
| K. Diani          | 18         | 7          | 1           | 0          | 3                | 0                | 0                | 0                | 21       | 7      | 1           | 0          |
| S. Dusang         | 15         | 0          | 1           | 0          | 1                | 0                | 0                | 0                | 16       | 0      | 1           | 0          |
| T. Greboval       | 19         | 3          | 0           | 0          | 3                | 0                | 0                | 0                | 22       | 3      | 0           | 0          |
| I. Jaurena        | 18         | 1          | 2           | 0          | 2                | 0                | 0                | 0                | 20       | 1      | 2           | 0          |
| L. Jouan          | 1          | 0          | 0           | 0          | -                | -                | -                | -                | 1        | 0      | 0           | 0          |
| C. Karadjov       | 0          | 0          | 0           | 0          | -                | -                | -                | -                | 0        | 0      | 0           | 0          |
| É. Legrout        | 1          | 0          | 0           | 0          | 0                | 0                | 0                | 0                | 1        | 0      | 0           | 0          |
| M. Makanza        | 8          | 1          | 0           | 0          | 1                | 1                | 0                | 0                | 9        | 2      | 0           | 0          |
| C. Matéo          | 21         | 5          | 0           | 0          | 3                | 0                | 0                | 0                | 24       | 5      | 0           | 0          |
| A. Ould Braham    | 3          | 0          | 0           | 0          | 1                | 0                | 0                | 0                | 4        | 0      | 0           | 0          |
| C. Pierel         | 1          | 0          | 0           | 0          | -                | -                | -                | -                | 1        | 0      | 0           | 0          |
| J. Soyer          | 19         | 0          | 0           | 0          | 2                | 0                | 0                | 0                | 21       | 0      | 0           | 0          |
| G. Thiney         | 21         | 8          | 1           | 0          | 3                | 2                | 0                | 0                | 24       | 10     | 1           | 0          |
| A. Tounkara       | 20         | 0          | 2           | 0          | 3                | 0                | 1                | 0                | 23       | 0      | 3           | 0          |
| S. Vaysse         | 7          | 0          | 0           | 0          | 2                | 0                | 0                | 0                | 9        | 0      | 0           | 0          |